# Enveitg
Enveitg (Catalaans: Enveig) is een gemeente in het Franse departement Pyrénées-Orientales (regio Occitanie). De plaats maakt deel uit van het arrondissement Prades. Enveitg telde op 1 januari 2022 614 inwoners.

## Geografie
De oppervlakte van Enveitg bedroeg op 1 januari 2022 30,52 vierkante kilometer; de bevolkingsdichtheid was toen 20,1 inwoners per km².

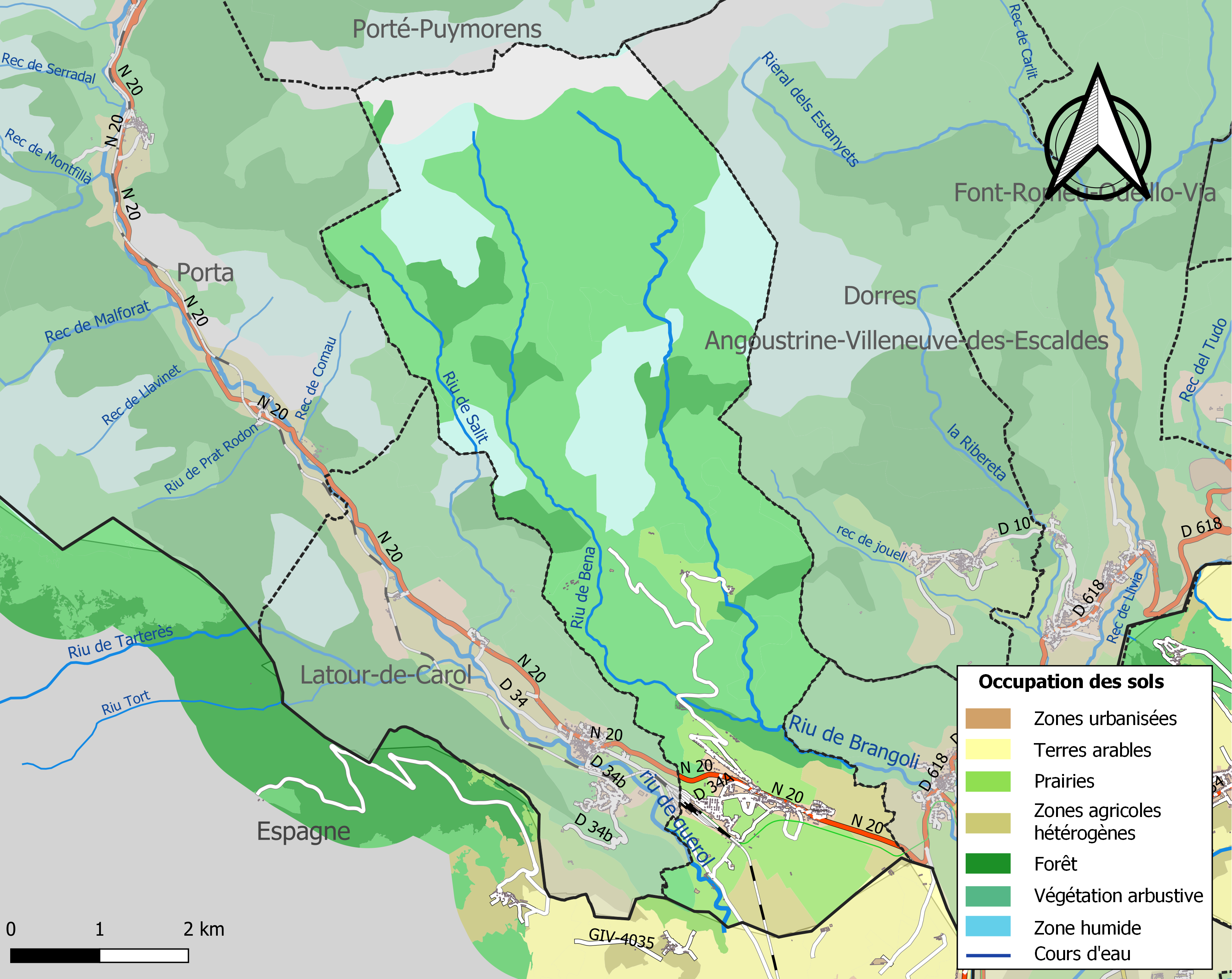
Kaart van de gemeente met de belangrijkste infrastructuur, bodemgebruik en omliggende gemeenten

## Verkeer en vervoer
In de gemeente liggen de spoorwegstations Béna-Fanès en Latour-de-Carol - Enveitg.

## Demografie
Onderstaande figuur toont het verloop van het inwonertal (bron: INSEE-tellingen).